# Paolo Benedetto Bellinzani
Paolo Benedetto Bellinzani (* um 1690 in Mantua; † 25. Februar 1757 in Recanati) war ein italienischer Komponist.

## Leben
Paolo Benedetto Bellinzani wurde um 1690 in Mantua geboren. Er wurde 1717 zum Priester geweiht, entschied sich aber für den Musikerberuf. Am 15. April 1715 wurde er zum Kapellmeister am Dom zu Udine ernannt, anschließend übte er dasselbe Amt von 1722 bis 1724 am Dom von Ferrara und von 1724 bis 1727 am Dom in Pesaro aus. Ab 1727 war er Komponist an der Accademia Filarmonica zu Bologna. Weitere Stationen sind die Dome von Urbino (1730–1734) und Fano (ab 1735). Nach einem zweijährigen Aufenthalt in Orvieto war er von 1737 bis zu seinem Tode am 25. Februar 1757 Kapellmeister am Dom von Recanati.

## Werk
Bellinzani war zu seinen Lebzeiten ein angesehener Komponist, der hauptsächlich kirchliche Werke schrieb. Bemerkenswert ist auch seine Kammermusik für kleine Besetzungen.
An Kammermusik sind zwölf Triosonaten ad imitazione d'Arcangelo Corelli für zwei Violinen mit Basso continuo zu erwähnen, die zu Lebzeiten Bellinzanis nicht gedruckt wurden, anders als die zwölf Blockflötensonaten (Solos) mit Basso continuo Op. 3. Diese Sonaten werden auch heute noch gerne verlegt. Dabei ist Op. 3 Nr. 12 eine Variationsreihe über die Folia. Diese technisch relativ anspruchsvollen Stücke werden jedoch selten aufgeführt. Bellinzani selbst war wahrscheinlich nicht Flötist. Als Kapellmeister musste er gute Kenntnisse bezüglich der Tasteninstrumente besitzen und wissen, wo für den Repräsentanten der einzelnen Instrumentengattungen die Hauptschwierigkeiten lagen.

### Werke mit Opuszahl
- Op. 1: Missae quatuor Vocibus concinendae cum Basso pro Organo ad Libitum (Bologna, 1717)
- Op. 2: Salmi brevi per tutto l'Anno a otto Voci pieni con Violini à Beneplacito (Bologna, 1718)
- Op. 3: Sonate a Flauto solo con Cembalo, o Violoncello (Venedig, 1720)
- Op. 4: Offertorj a due Voci per tutte le Feste solenni dell'Anno für Sopran, Tenor und B. c. (Pesaro, 1726)
- Op. 5: Duetti da Camera (Pesaro, 1726)
- Op. 6: Madrigali a due, a tre, a quattro, e cinque Voci (Pesaro, 1733)

### Weitere Werke
- Oratorium Ester, Libretto von G. M. Ercolani (Ancona, 1723; Pesaro, 1723 und 1727)
- Oratorium Abigaille, Oratorio a quattro coi Stromenti da cantarsi per la Festa di S. Cecilia, Libretto von G. M. Ercolani (Pesaro, 1730)
- 12 Cantate a Voce sola da Camera für Sopran und B. c. (Manuskript)
- 144 Versetti per Organo (autographes Manuskript, 1728)
- 12 Sonate da Chiesa a tre ad Imitazione d'Arcangelo Corelli für 2 Violinen und B. c.
- Hymnen, Psalmvertonungen, Introiti, Kyrie, Gloria, Credo
- mehrere Messen, teils mit Instrumenten
- Responsorien
- 3 Magnificat a 4 Voci (1733)
- Salmi Vesprertini e Messe a 4 Voci (1729–1734)
- Responsori per i Mattutini delle Tenebre a 4 Voci (1744)
- Salmi di Terza ad otto voci con organo (Manuskript)
- Stramberia alla moderna o sia Salmi a 4 voci e a 2 (1732)